# Saint Johnstone Football Club
El Saint Johnstone Football Club és un club de futbol professional de la ciutat de Perth. Competeix a la Scottish Premier League.

## Orígens
El club el van formar membres de l'equip local de criquet buscant una manera d'ocupar el seu temps un cop la temporada de criquet havia acabat, i van decidir posar-se a jugar a futbol la tardor de 1884 en un parc públic. Aquesta és coneguda com la data de fundació del St. Johnstone tot i que no va ser fins al començament de l'any següent quan un grup de futbolistes encapçalat per John Colborn van fer una reunió que va concloure amb la formació d'una entitat separada del club de criquet.

## Trofeus

### Lliga
- First Division[2] campions (7): 1923–24, 1959–60, 1962–63, 1982–83, 1989–90, 1996–97, 2008–09

### Copa
- Challenge Cup campió (1):2007–08